# کاوش شمالگان

خط هم‌دمای متوسط ۱۰ درجه سانتیگراد (۵۰ درجه فارنهایت) در خط جولای (به رنگ قرمز) معمولاً مرز منطقه شمالگان را مشخص می‌کند.

کاوش شمالگان به اکتشاف فیزیکی در منطقه شمالگان زمین گفته می‌شود. دوره تاریخی که در طی آن بشر منطقه شمال مدار شمالگان را کاوش کرده‌است. سوابق تاریخی حاکی از آن است که بشر از ۳۲۵ سال قبل از میلاد، زمانی که دریانورد یونانی باستان پیتئاس در تلاش برای یافتن منبعی از قلع فلزی به دریای یخ زده رسید، منتهی الیه شمالی را کاوش کرده‌اند. اقیانوس‌های خطرناک و شرایط بد آب و هوایی اغلب کاوشگرانی را که تلاش می‌کردند به مناطق قطبی برسند و سفر با این خطرات با دید، قایق و پیاده‌روی دشوار است، محدود می‌کند.

## تاریخ باستان

### فرضیه هند و اروپایی
یک فرضیه بحث‌برانگیز، که اغلب به عنوان شبه تاریخ در نظر گرفته می‌شود، خانه مردم افسانه ای هایپربورینز در قطب شمال است. جان جی. بنت، دانشمند و نویسنده، در مقاله تحقیقاتی خود با عنوان «منشاء ابربوری فرهنگ هند و اروپایی» (۱۹۶۳) در مورد آن صحبت کرد. این نظریه در اصل توسط ویلیام اف. وارن، اولین رئیس دانشگاه بوستون، در کتاب بهشت یافت شده یا مهد نژاد بشر در قطب شمال مطرح شد. بعدها، بال گانگادار تیلاک، فعال استقلال‌طلب هندی، نظریه وارن را در خانه قطبی در وداها (۱۹۰۳) احیا کرد، که به ماکس مولر فیلولوژیست و هندشناس اختصاص داشت، که تیلاک قبل از تکمیل کتاب، ایده‌هایی را با او در میان گذاشته بود. کارل پنکا، قوم‌شناس اتریش-مجارستانی نیز در کتاب خاستگاه آریایی‌ها (۱۸۸۳) همین ایده را مطرح کرده‌است. نظریه تیلاک توسط ناسیونالیست‌های روسی رایج شد، به دلیل کار تاریخ‌دان و قوم‌نگار شوروی، ناتالیا رومانونا گوسوا و قوم‌نگار شوروی اس‌وی ژانیکوا، که درباره سرزمین شمالی اورال در قطب شمال از مردم هندوآریایی و اسلاو بحث می‌کردند.
ملی‌گرای هندو، مادهاورائو ساداشیورائو گلوالکار نیز از ایده تیلاک حمایت کرد و از آن الهام گرفت. او در نشریه معروف خود در سال ۱۹۳۹، ما یا ملت ما را تعریف کردیم، اظهار داشت که "بی شک ما [...] – هندوها – بیش از هشت یا حتی ده هزار سال قبل از اینکه این سرزمین مورد هجوم نژادهای بیگانه قرار گیرد، در تصرف بلامنازع و بلامنازع این سرزمین بوده‌ایم.»
هرودوت مورخ و جغرافی‌دان یونان باستان می‌گوید که هایپربورئون‌ها فراتر از ماساگت و ایزودونز زندگی می‌کردند. از آنجایی که این هر دو از مردم آسیای مرکزی هستند، می‌توان حدس زد که هایپربوریایی‌های او در سیبری زندگی می‌کردند. هراکلس در دوازده کار خود، به دنبال شاخ‌دار طلایی آرتمیس در هایپربوریا بود. از آنجایی که گوزن شمالی تنها گونه آهویی است که ماده‌ها دارای شاخ هستند، این نشان دهنده یک منطقه قطبی یا زیر قطبی است. محقق جیمز دی‌پی بولتون در عوض مردم ایسدون را در دامنه‌های جنوب غربی کوه‌های آلتای قرار داد، که باعث شد همکارش کارل پی راک، هایپربوریا را در آن سوی دروازه دزونگاریان در بخش شمالی منطقه سین کیانگ قرار دهد و اضافه کرد که احتمالاً هایپربوره‌ها چینی هستند.

### یونان باستان
برخی از محققان بر این باورند که اولین تلاش‌ها برای نفوذ به دایره قطبی شمال را می‌توان در یونان باستان و دریانورد پیتیس، معاصر ارسطو و اسکندر مقدونی، جستجو کرد که در سال ۳۲۵ قبل از میلاد تلاش کرد منبع قلع را پیدا کند که به‌طور پراکنده در مستعمره یونانی ماسیلیا (مارسی کنونی) در سواحل مدیترانه رسید. او با عبور از ستون‌های هرکول به بریتانی و سپس به کورنوال رسید و در نهایت جزایر بریتانیا را دور زد. از مردم محلی، او اخبار سرزمین اسرارآمیز تول را شنید، حتی دورتر از شمال. پس از شش روز دریانوردی، او به خشکی در لبه دریای یخ زده (که توسط او به عنوان «کشک شده» توصیف می‌شود) رسید و آنچه را که تصور می‌شود شفق و خورشید نیمه شب است توصیف کرد. برخی از مورخان بر اساس توصیفات او و مسیرهای تجاری ملوانان اولیه بریتانیایی ادعا می‌کنند که این سرزمین جدید تول یا سواحل نروژ یا جزایر شتلند بوده‌است. در حالی که هیچ‌کس دقیقاً نمی‌داند پیتاس چقدر مسافت را طی کرده‌است، او ممکن است از دایره قطب شمال عبور کرده باشد. با این وجود، مقامات بعدی یونان و روم، مانند استرابون جغرافی‌دان، داستان‌های او را فانتزی می‌دانستند.

## قرون وسطی

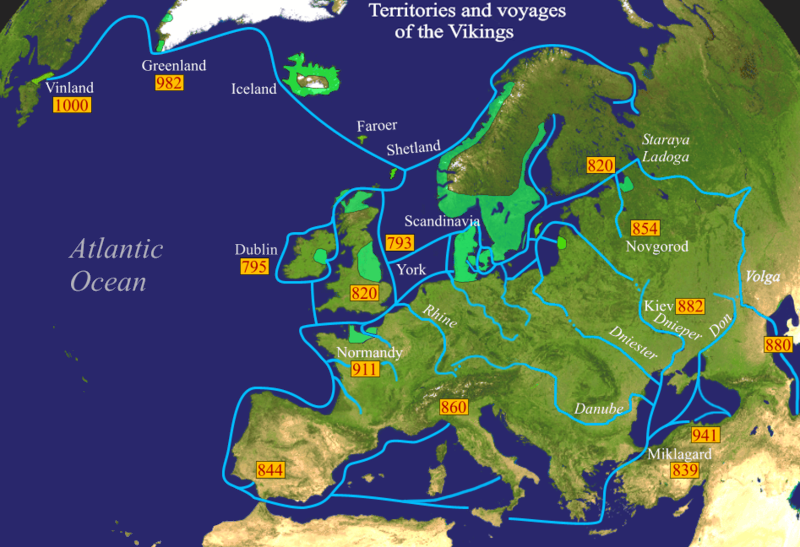
ملوانان وایکینگ به دریای سفید و گرینلند و آمریکای شمالی رسیدند

گفته می‌شود که نادد در دهه ۸۶۰ هنگام حرکت از نروژ به جزایر فارو به دلیل شرایط سخت مسیر خود را از دست داد، با ایسلند روبرو شد. در قرن دهم، گونبورن اولفسون (Gunnbjörn Ulfsson) در طوفان گم شد و در نهایت در دید سواحل گرینلند قرار گرفت. گزارش او باعث شد که اریک قرمز، یک رئیس غیرقانونی، در سال ۹۸۵ یک شهرک در آنجا ایجاد کند. در حالی که آنها در ابتدا شکوفا شدند، این سکونتگاه‌ها در نهایت تا حدود سال ۱۴۵۰ از بین رفتند. در ابتدا این رها شدن مستعمره به عصر یخبندان کوچک نسبت داده می‌شد، اما مطالعات اخیر نشان می‌دهد که عوامل پیچیده تری در بازی وجود داشته‌است.
مهاجران اولیه گرینلند در جستجوی چراگاه و شکارگاه‌های بهتر به سمت غرب حرکت کردند. محققان مدرن در مورد مکان دقیق سرزمین‌های جدید وینلند، مارکلند و هلولند که کشف کردند بحث می‌کنند.
مردمان اسکاندیناوی نیز از طریق خشکی و دریا به سمت شمال به شبه جزیره خودشان پیش رانده شدند. در اوایل سال ۸۸۰، کشتی وایکینگ اوهتر هالوکالند شبه جزیره اسکاندیناوی را دور زد و به سمت شبه جزیره کولا و دریای سفید حرکت کرد. صومعه پچنگا در شمال شبه جزیره کولا توسط راهبان روسی در سال ۱۵۳۳ تأسیس شد. پومورها از پایگاه خود در کولا، منطقه بارنتس، اسپیتسبرگن و نوایا زملیا را کاوش کردند. – که همه آنها در دایره قطب شمال قرار دارند. آنها همچنین شمال را با قایق کاوش کردند و مسیر دریای شمالی را کشف کردند و همچنین به مناطق فرااورال شمال سیبری نفوذ کردند. پومورها در اوایل قرن شانزدهم سکونتگاه مانگازیا را در شرق شبه جزیره یامال تأسیس کردند. در سال ۱۶۴۸، سمیون دژنیف قزاق، تنگه برینگ معروف را بین آمریکا و آسیا باز کرد.
مهاجران و بازرگانان روسی در سواحل دریای سفید، پومورث، در اوایل قرن یازدهم در حال کاوش در بخش‌هایی از گذرگاه شمال شرقی بودند. در قرن هفدهم، آنها یک مسیر دریایی پیوسته از آرخانگلسک تا دهانه ینی سی در شرق ایجاد کردند. این مسیر که به عنوان راه دریایی مانگازیا شناخته می‌شود، پس از پایانه شرقی آن، انبار تجاری مانگازیا، پیشروی اولیه برای مسیر دریای شمال بود.

## عصر اکتشاف

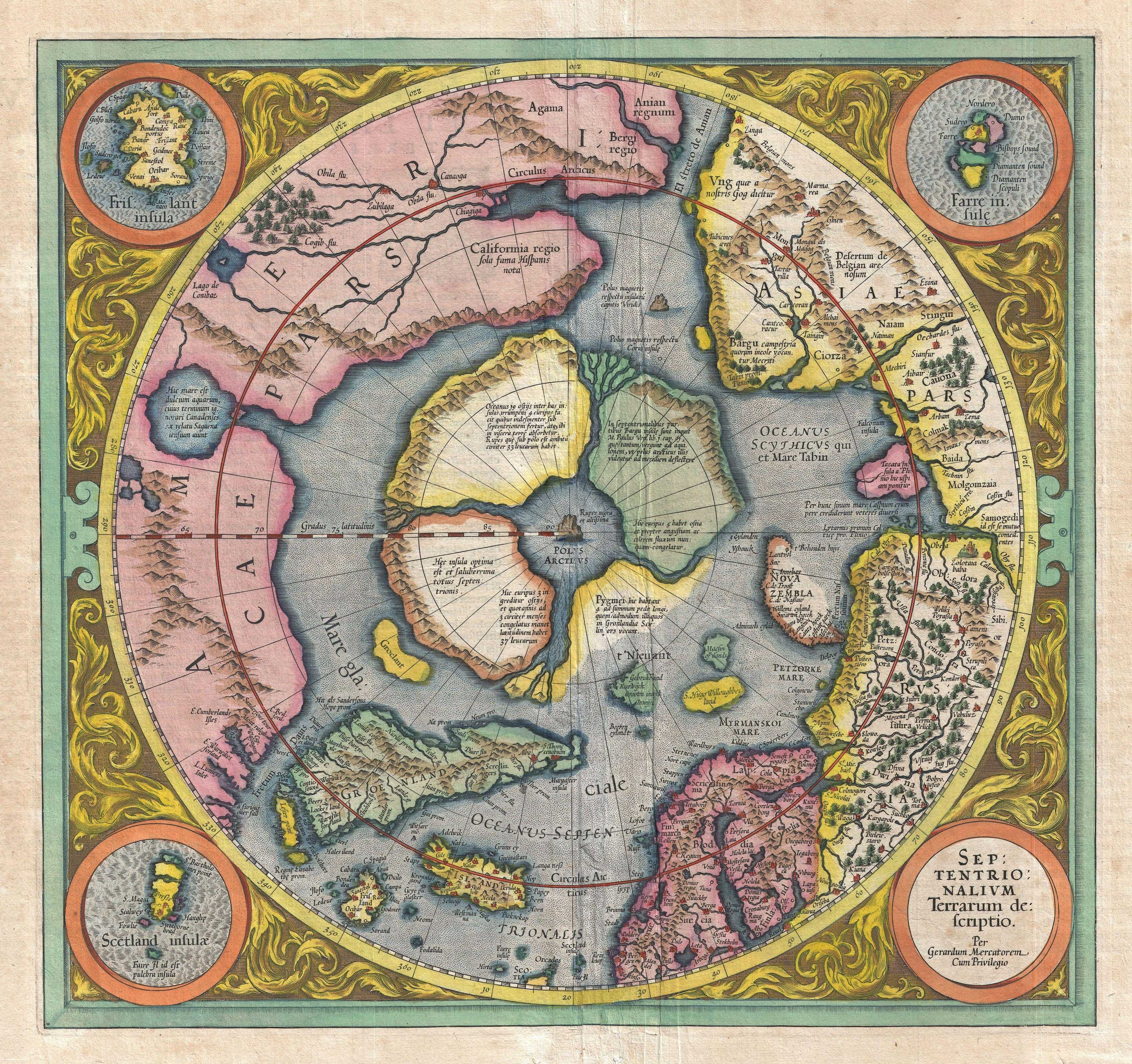
نقشه مرکاتور از قطب شمال (۱۶۰۶)

کار اکتشاف در شمال دایره قطب شمال در رنسانس هم به دلیل کشف مجدد کلاسیک‌ها و هم تلاش‌های ملی برای توسعه تجاری انجام می‌شد با این‌حال به دلیل محدودیت در فناوری دریایی، کمبود منابع غذایی پایدار، و عایق ناکافی خدمه در برابر سرمای شدید بازماند.

### پیشرفت‌های رنسانس در نقشه‌کشی

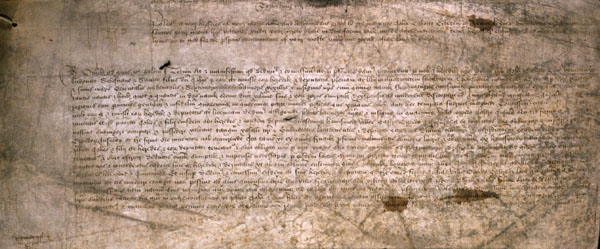
حق ثبت اختراع از پادشاه هنری هفتم، به جان کابوت و پسرانش اجازه می‌دهد تا سرزمین‌های جدید در غرب را کشف کنند.

یک رویداد مهم در اکتشاف قطب شمال در سال ۱۴۰۹ رخ داد، زمانی که جغرافیای بطلمیوس به لاتین ترجمه شد و از این طریق مفاهیم طول و عرض جغرافیایی را به اروپای غربی معرفی کرد. در نتیجه ناوبرها بهتر می‌توانستند موقعیت خود را ترسیم کنند. اینونتیا فوجچونتا، یک کتاب گمشده، در خلاصه‌ای که توسط یاکوبوس کنوین نوشته شده‌است، توضیح می‌دهد که تنها در نامه‌ای از جراردوس مرکاتور، سفرهایی تا قطب شمال یافت شده‌است. یکی از ادعاهای مورد مناقشه گسترده این است که دو برادر از ونیز، نیکولو و آنتونیو زنو، ظاهراً نقشه ای از سفرهای خود به آن منطقه تهیه کردند که توسط فرزندان آنها در سال ۱۵۵۸ منتشر شد.

### مسیر شمال غربی

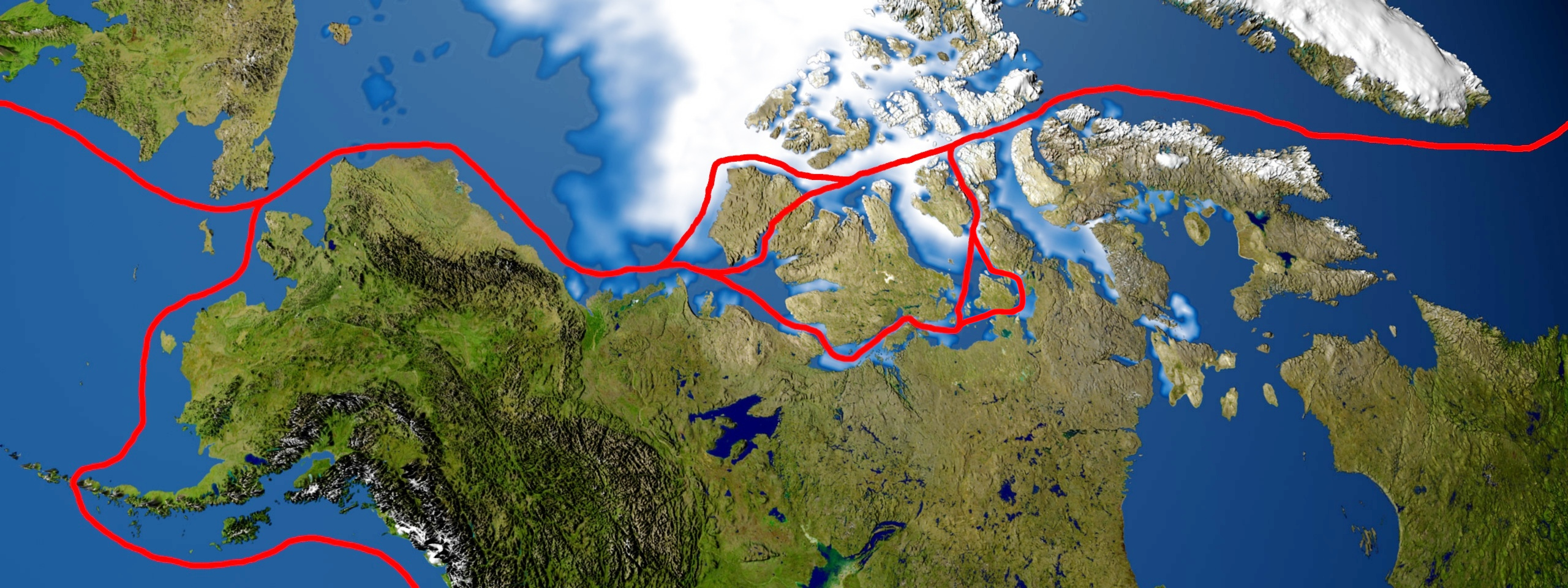
گذرگاه شمال غربی

گذرگاه شمال غربی اقیانوس اطلس و اقیانوس آرام را از طریق اقیانوس منجمد شمالی به هم متصل می‌کند. از آنجایی که کشف قاره آمریکا محصول جستجوی مسیری به سمت آسیا بود، کاوش در لبه شمالی آمریکای شمالی برای گذرگاه شمال غربی ادامه یافت. شکست اولیه جان کابوت در سال ۱۴۹۷ در یافتن یک گذرگاه شمال غربی از طریق اقیانوس اطلس، بریتانیایی‌ها را به جستجوی یک مسیر جایگزین به سمت شرق سوق داد.
در سال ۱۵۴۶ پس از کشف دهانه رودخانه سنت لارنس توسط ژاک کارتیه، علاقه دوباره برانگیخت. مارتین فروبیشر قطعنامه ای برای انجام چالش ایجاد یک مسیر تجاری از انگلستان به سمت غرب به هند تشکیل داده بود. از سال ۱۵۷۶ تا ۱۵۷۸، او برای یافتن این گذرگاه، سه سفر به منطقه قطب شمال کنونی کانادا انجام داد. فروبیشربی به نام او نامگذاری شده‌است. در ژوئیه ۱۵۸۳، سر همفری گیلبرت، که رساله ای در مورد کشف این گذرنامه نوشته بود و از حامیان فروبیشر بود، قلمرو نیوفاندلند را برای تاج و تخت انگلیسی ادعا کرد.
در سال ۱۵۸۵، تحت استخدام الیزابت اول، کاشف انگلیسی جان دیویس وارد کامبرلند ساوند، جزیره بافین شد. دیویس قبل از اینکه چهار کشتی خود را به اکسپدیشن‌های جداگانه برای جستجوی گذرگاهی به سمت غرب تقسیم کند، گرینلند را دور زد. اگرچه او قادر به عبور از آب‌های یخی قطب شمال نبود، اما به حامیان مالی خود گزارش داد که گذری که آنها به دنبال آن بودند "مسئله ای است که هیچ شک و تردیدی ندارد." [کذا] "، و پشتیبانی از دو اکسپدیشن دیگر را تضمین کرد که تا خلیج هادسون رسیدند.
اگرچه تلاش‌های انگلستان در سال ۱۵۸۷ به دلیل جنگ انگلیس و اسپانیا متوقف شد، گزارش‌های مطلوب دیویس در مورد منطقه و مردم آن الهام بخش کاشفان در قرن آینده بود. در سال ۱۶۰۹، در حالی که در خدمت شرکت هند شرقی هلند بود، هنری هادسون، کاشف انگلیسی، در جستجوی گذرگاه از جایی که اکنون رودخانه هادسون نامیده می‌شود، با کشتی حرکت کرد. او قبل از تسلیم شدن به آلبانی کنونی نیویورک رسید. او بعداً در شمال به قطب شمال و خلیج هادسون برای گذرگاه کاوش کرد.

### مسیر شمال شرقی

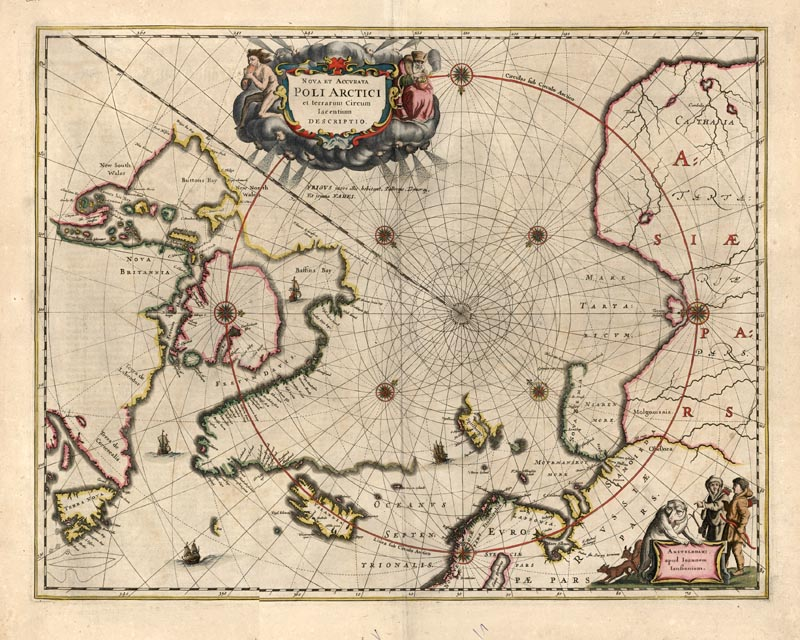
نقشه یان جانسون از «پلی آرکتیکا» از سال ۱۶۴۴.

گذرگاه شمال شرقی یک اصطلاح گسترده برای هر مسیری است که بر فراز قاره اوراسیا قرار دارد و بین آب‌های شمال دریای نروژ تا تنگه برینگ امتداد دارد. «مسیر دریای شمالی» به عنوان بخش خاصی از این مسیرها تعریف می‌شود. مسیر دریای شمال (با حروف بزرگ) همان‌طور که در حال حاضر به‌طور رسمی توسط قانون فدراسیون روسیه تعریف شده‌است، شامل خطوط کشتیرانی است که در ای‌ای‌زی (EEZ) روسیه قرار دارند و از دریای کارا تا تنگه برینگ در امتداد سواحل شمالی روسیه امتداد دارند.
ایده کشف این منطقه در ابتدا اقتصادی بود و اولین بار توسط دیپلمات روسی دیمیتری گراسیموف در سال ۱۵۲۵ مطرح شد. کل مسیر در آب‌ها و بخش‌های قطب شمال قرار داشت و معمولاً پوشیده از یخ بود، که آن را به یک سفر بسیار خطرناک تبدیل می‌کرد.
در اواسط قرن شانزدهم، سباستین، پسر جان کابوت، به سازماندهی چنین سفری به رهبری سر هیو ویلوبی و ریچارد چنسلر کمک کرد. خدمه ویلوبی در نزدیکی شبه جزیره کولا غرق شدند، جایی که در نهایت بر اثر اسکوربوت جان باختند. صدراعظم و خدمه اش خود را به دهانه رودخانه دوینا و شهر آرخانگلسک رساندند، جایی که با هیئتی از تزار، ایوان مخوف، ملاقات کردند. او که به مسکو بازگردانده شد، شرکت مسکووی را راه اندازی کرد و تجارت بین انگلیس و روسیه را ترویج داد. این دوره دیپلماتیک به سفیران بریتانیا مانند سر فرانسیس چری این فرصت را داد تا اطلاعات جغرافیایی توسعه یافته توسط بازرگانان روسی را در نقشه‌هایی برای اکتشاف بریتانیا در منطقه ادغام کنند. چند سال بعد، استیون بورو، فرمانده کشتی صدراعظم، خود را تا دریای کارا رسانید، زمانی که به دلیل شرایط یخبندان مجبور به بازگشت شد.

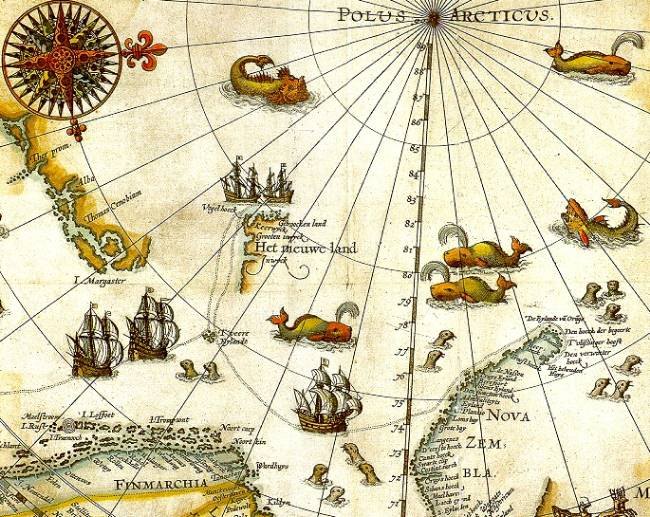
اسپیتسبرگن و سوالبارد در دوران طلایی اکتشاف و اکتشاف هلندی (حدود ۱۵۹۰–۱۷۲۰). بخشی از نقشه ۱۵۹۹ اکتشاف قطب شمال توسط ویلم بارنتز. اسپیتزبرگن (Spitsbergen)، که برای اولین بار در اینجا نقشه‌برداری شده‌است، به عنوان "سرزمین هت نیو (Het Nieuwe Land)" (به هلندی برای "سرزمین جدید")، سمت چپ میانه نشان داده شده‌است. این یک نقشه معمولی از دوران طلایی نقشه‌برداری هلندی است.

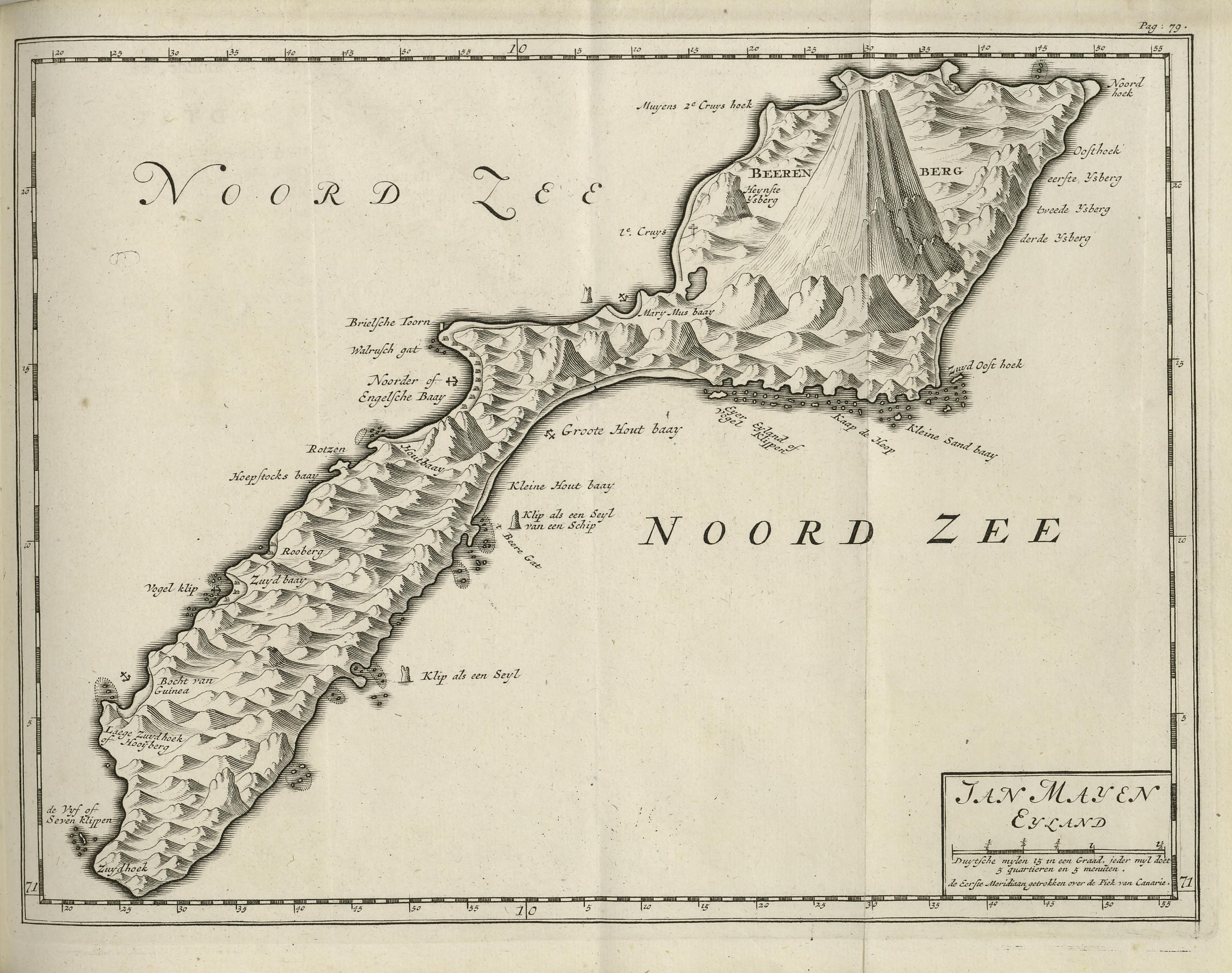
نقشه هلندی یان ماین در دوران طلایی اکتشاف و اکتشاف هلندی (حدود ۱۵۹۰–۱۷۲۰). هلندی‌ها اولین کسانی بودند که بی چون و چرا خطوط ساحلی یان ماین و مجمع الجزایر سوالبارد در اقیانوس منجمد شمالی را کشف و ترسیم کردند.

بخش‌های غربی این گذرگاه به‌طور همزمان توسط کشورهای اروپای شمالی مانند انگلستان، هلند، دانمارک و نروژ کاوش می‌شد و به دنبال راه دریایی جایگزین برای چین و هند بودند. قابل توجه‌ترین سفر ۱۵۹۶ به رهبری ویلم بارنتز دریانورد هلندی است که اسپیتزبرگن و جزیره خرس را کشف کرد.
روسیه از ترس نفوذ انگلیس و هلند به سیبری، در سال ۱۶۱۹ راه دریایی مانگازیا را بست. فعالیت پومور در شمال آسیا کاهش یافت و بخش عمده ای از اکتشافات در قرن هفدهم توسط قزاق‌های سیبری انجام شد که از دهانه رودخانه ای به رودخانه ای دیگر در کوخ‌های قطب شمال خود حرکت می‌کردند. در سال ۱۶۴۸ مشهورترین این سفرها به رهبری فدوت آلکسیف و سمیون دژنف به شرق از دهانه کولیما به اقیانوس آرام رفت و شبه جزیره چوکچی را دو برابر کرد و بدین ترتیب ثابت کرد که هیچ ارتباط زمینی بین آسیا و آمریکای شمالی وجود ندارد. هشتاد سال پس از دژنف، در سال ۱۷۲۸، کاشف دیگر روسی، ویتوس برینگ دانمارکی الاصل در اسویاتوی گاورییل، سفری مشابه را به صورت معکوس انجام داد و از کامچاتکا شروع کرد و به سمت شمال به گذرگاهی که اکنون نام او (تنگه برینگ) است، رفت. این برینگ بود که نام فعلی آنها را به جزایر دیومد داد که اولین بار توسط دژنف کشف و توصیف شد.
تنها در سال ۱۸۷۸ بود که آدولف اریک نوردنسکیولد، کاشف فنلاندی-سوئدی، اولین گذر کامل از گذرگاه شمال شرقی را از غرب به شرق در اکسپدیشن وگا انجام داد. ناخدای کشتی در این سفر ستوان لوئیس پالاندر از نیروی دریایی سلطنتی سوئد بود.

## گذرگاه شمال غربی

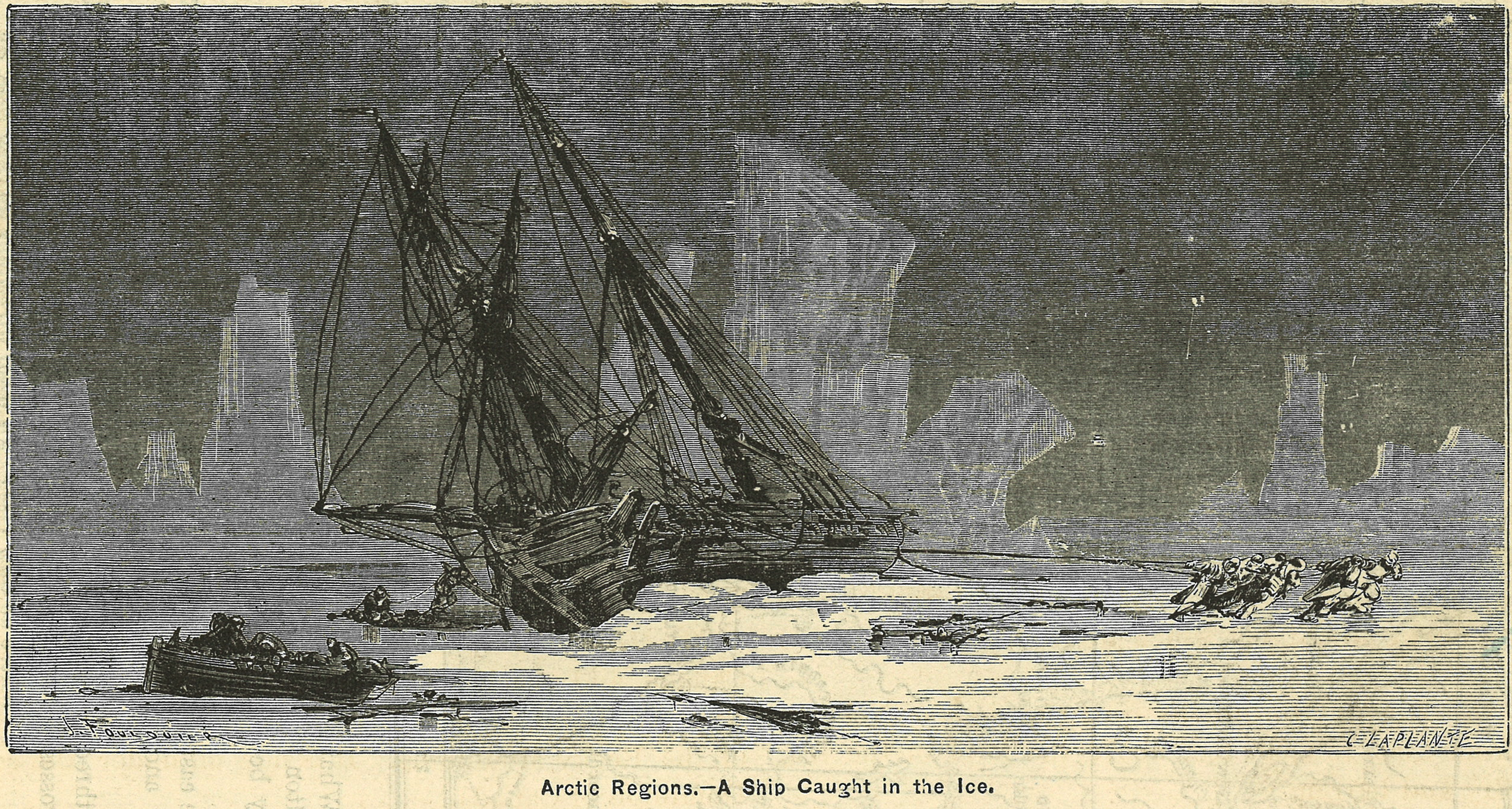
کشتی بادبانی در مناطق قطبی

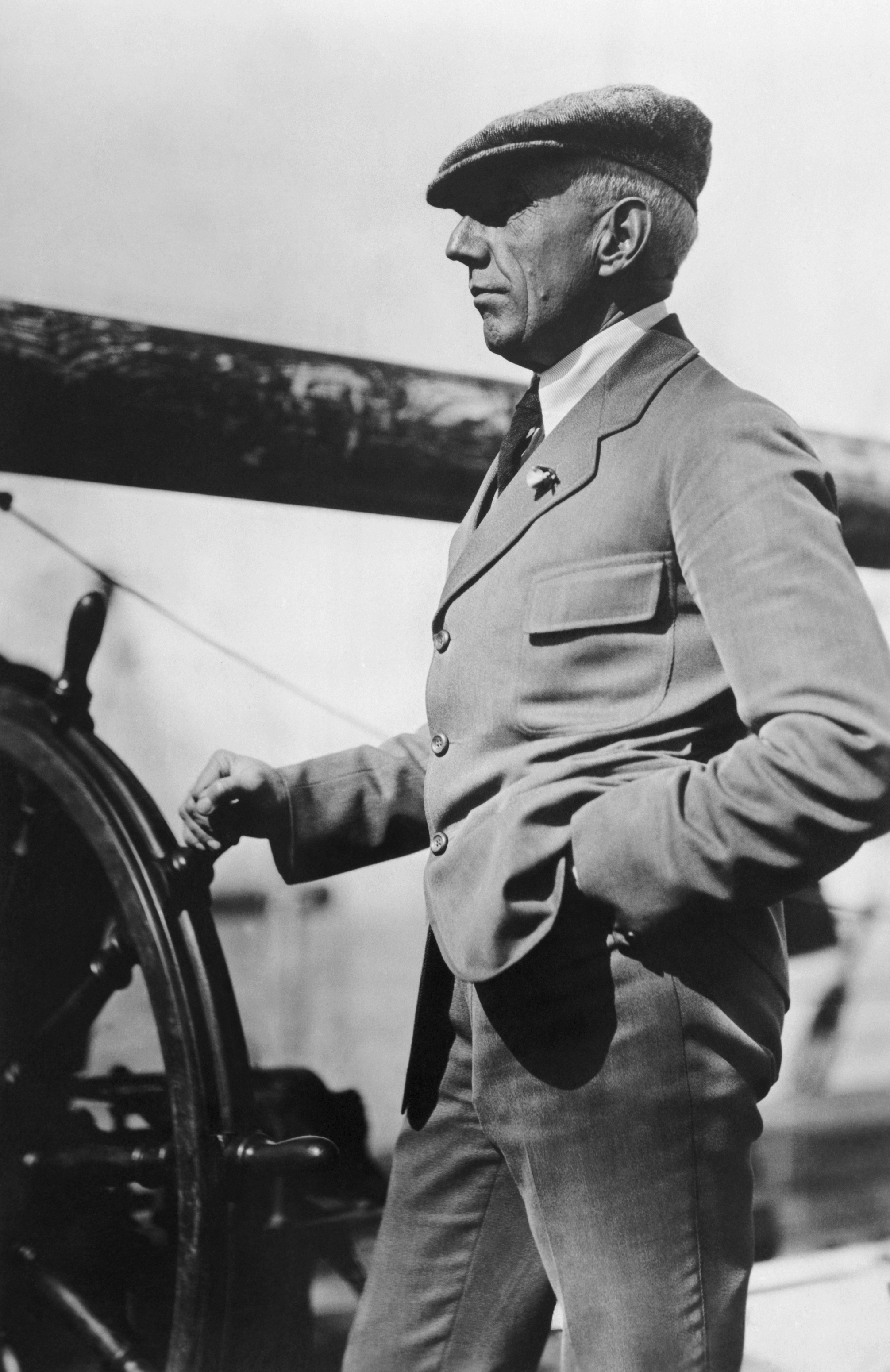
رولد آموندسن اولین سفری را که به قطب جنوب رسید، رهبری کرد، اولین فردی بود که به هر دو قطب رسید و اولین کسی بود که از گذرگاه شمال غربی عبور کرد.

در نیمه اول قرن نوزدهم، بخش‌هایی از گذرگاه شمال غربی به‌طور جداگانه توسط تعدادی اکسپدیشن مختلف، از جمله اکسپدیشن‌های جان راس، ویلیام ادوارد پری، جیمز کلارک راس، کاوش شد. و اکسپدیشن‌های زمینی به رهبری جان فرانکلین، جورج بک، پیتر وارن دیز، توماس سیمپسون و جان ری. کشف گذرگاه شمال غربی از طریق دریا در سال ۱۸۵۱ به سر رابرت مک کلور نسبت شد، زمانی که او از جزیره بنکس به تنگه ام کلور نگاه کرد و جزیره ملویل را مشاهده کرد. با این حال، تنگه توسط یخ تازه در این نقطه از فصل مسدود شد و برای کشتی‌ها قابل کشتیرانی نبود. تنها مسیر قابل استفاده که ورودی‌های لنکستر ساوند و دلفین و تنگه یونیون را به هم متصل می‌کند برای اولین بار توسط جان رای در سال ۱۸۵۱ استفاده شد. رائه از یک رویکرد عملگرایانه برای سفر زمینی با پای پیاده و سورتمه سگ استفاده می‌کرد و معمولاً کمتر از ده نفر را در مهمانی‌های اکتشافی خود استخدام می‌کرد.
گذرگاه شمال غربی به‌طور کامل توسط دریا فتح نشده بود تا اینکه در سال ۱۹۰۶، رولد آموندسن، کاشف نروژی، که به موقع برای فرار از طلبکارانی که به دنبال توقف سفر بودند، سفری سه ساله را با قایق شاه ماهی ۴۷ تنی تبدیل شده، گچوا، به پایان رسانید. او در پایان این سفر به شهر ایگل آلاسکا رفت و با ارسال تلگرامی موفقیت خود را اعلام کرد. مسیر او از نظر تجاری عملی نبود. علاوه بر زمان صرف شده، برخی از آبراه‌ها بسیار کم عمق بودند.
کنود راسموسن (۱۸۷۹–۱۹۳۳) چندین اکتشاف در قطب شمال را رهبری کرد. او در گرینلند به زبان گرینلند و دانمارکی بزرگ شد و او را «پدر اسکیمو‌شناسی» می‌نامند و اولین گرینلندی از نژاد اینوئیت و اروپایی بود که از گذرگاه شمال غربی از طریق سورتمه سگ عبور کرد. راسموسن و دوستش پیتر فروخن در هفت اکسپدیشن تول که به نام اولتیما تول نامگذاری شد شرکت کردند و کتابهای متعددی در مورد تجربیات خود در قطب شمال نوشتند.

### قطب شمال

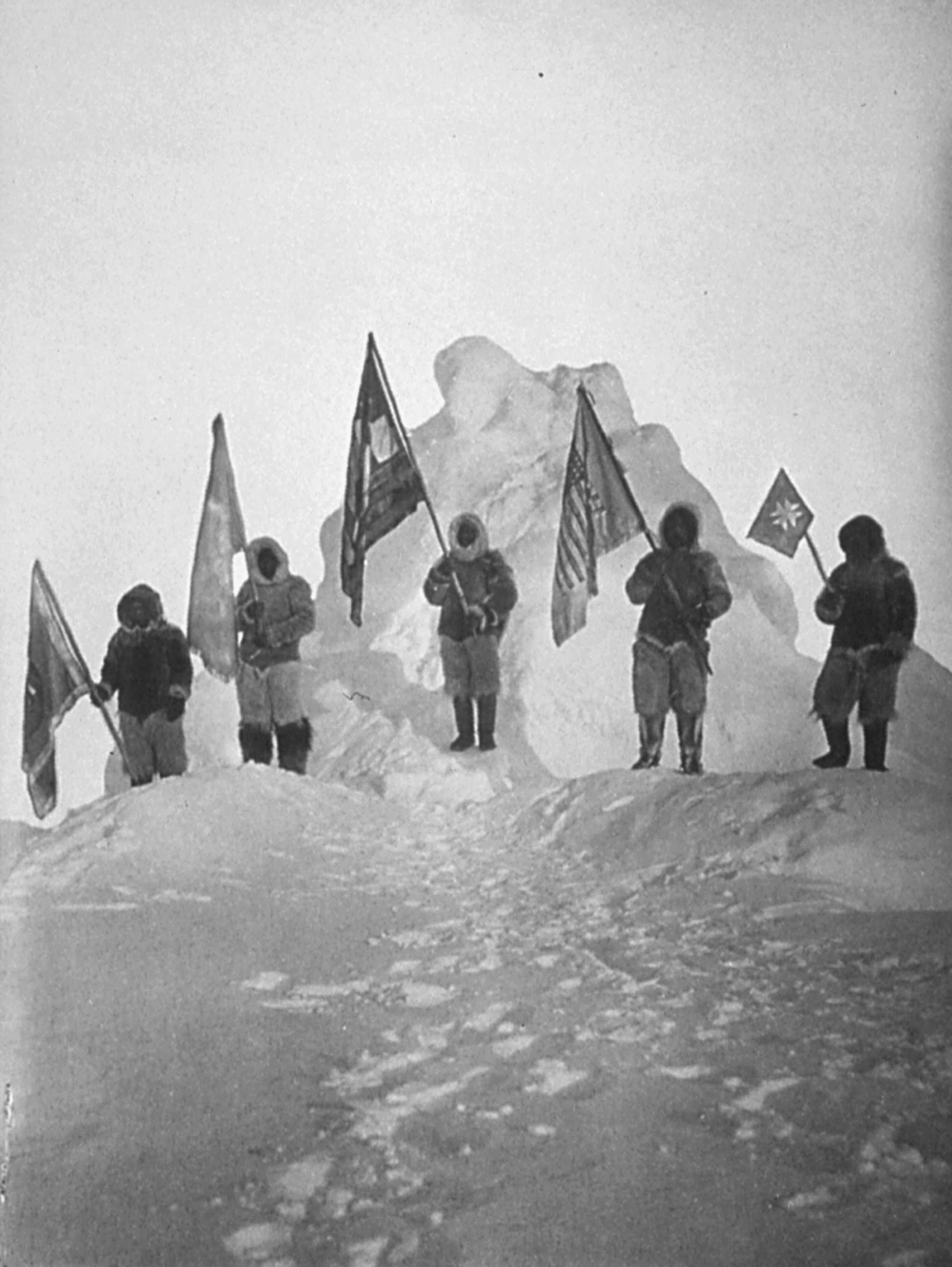
رابرت پیری و مهمانی سورتمه با پرچم در قطب شمال. ادعا شده‌است که پیری اولین کسی است که به قطب شمال رسیده‌است.

در ۶ آوریل ۱۹۰۹، رابرت پیری ادعا کرد که اولین فردی در تاریخ ثبت شده‌است که به قطب شمال رسیده‌است (اگرچه اینکه آیا او واقعاً به قطب رسیده‌است مورد مناقشه است). او با کمک سورتمه‌ها و سه خدمه پشتیبانی جداگانه که در فواصل متوالی قبل از رسیدن به قطب به عقب برمی‌گشتند، سفر کرد. بسیاری از کاوشگران مدرن، از جمله اسکی بازان المپیک که از تجهیزات مدرن استفاده می‌کنند، معتقدند که پیری در زمانی که ادعا می‌کرد نمی‌توانست با پای پیاده به قطب برسد.
تعدادی از اکسپدیشن‌های قبلی قصد داشتند به قطب شمال برسند اما موفق نشدند. افسر نیروی دریایی بریتانیا ویلیام ادوارد پری در سال ۱۸۲۷، اکتشافات غم‌انگیز آمریکایی <i id="mwAX0">پولاریس</i> تحت فرماندهی چارلز فرانسیس هال در سال ۱۸۷۱، اکتشافات بدانجام جینت را به فرماندهی ستوان نیروی دریایی ایالات متحده جورج دبلیو دی لانگ در سال ۱۸۷۹، و اکسپدیشن نروژی <i id="mwAYM">فرام</i> فریتیوف. نانسن در سال ۱۸۹۵. فردریک کوک آمریکایی ادعا کرد که در سال ۱۹۰۸ به قطب شمال رسیده‌است، اما این ادعا به‌طور گسترده پذیرفته نشده‌است.
در ۹ مه ۱۹۲۶، ریچارد ای. برد و فلوید بنت آمریکایی‌ها ادعا کردند که بر فراز قطب شمال با یک هواپیمای تک موتوره فوکر اف-۷ پرواز کرده‌اند. با این حال، ادعای آنها برای رسیدن به قطب مورد مناقشه است.
خدمه کشتی هوایی نورگ (شامل رولد آموندسن و حامی آمریکایی لینکلن السورث) در ۱۲ می ۱۹۲۶ بر فراز قطب پرواز کردند. این اولین مشاهده بی چون و چرای قطب است. نورج توسط امبرتونوییل ایتالیایی طراحی و هدایت شد که در ۲۴ می ۱۹۲۸ برای بار دوم بر روی قطب پرواز کرد. سفر دوم نوبیل با کشتی هوایی ایتالیا بود که در سفر برگشت با طوفان مواجه شد و روی یخ سقوط کرد. بازماندگان در نهایت بهبود یافتند. آموندسن به همراه خدمه هواپیمای دریایی خود در جریان عملیات نجات ناپدید شد.
اولین افرادی که بدون شک روی قطب شمال قدم زدند، گروه شوروی در سال ۱۹۴۸ به فرماندهی الکساندر کوزنتسوف بود که هواپیمای خود را در همان نزدیکی فرود آورد و به سمت قطب رفت.
در ۳ آگوست ۱۹۵۸، زیردریایی آمریکایی یواس‌اس ناتیلوس بدون هواگیری در سطح آب به قطب شمال رسید. سپس به حرکت در زیر کل یخ قطبی ادامه داد. در ۱۷ مارس ۱۹۵۹، یواس‌اس اسکیت در قطب شمال ظاهر شد و خاکستر کاشف سر هوبرت ویلکینز را پراکنده کرد. این سفرها بخشی از اکتشافات نظامی بود که بواسطه زمینه جنگ سرد انجام شدند.
در ۱۹ آوریل ۱۹۶۸، رالف پلیستد از طریق اتومبیل برفی به قطب شمال رسید، اولین مسافر سطحی که با قطعیت شناخته شده بود. موقعیت او به‌طور مستقل توسط یک پرواز هواشناسی نیروی هوایی ایالات متحده تأیید شد. در سال ۱۹۶۹، والی هربرت، پیاده و با سورتمه سگ، اولین مردی شد که در شصتمین سالگرد سفر معروف اما مورد مناقشه رابرت پیری تنها با قدرت عضلانی به قطب شمال رسید.
اولین افرادی که با پای پیاده (یا اسکی) به قطب شمال رسیدند و بدون کمک خارجی، بدون سگ، هواپیمای هوایی یا تدارکات مجدد بازگشتند، ریچارد وبر (کانادا) و میشا مالاخوف (روسیه) در سال ۱۹۹۵ بودند. از آن زمان هیچ‌کس این سفر را تکرار نکرده‌است.
سرهنگ دوم نیروی هوایی ایالات متحده جوزف فلچر و ستوان ویلیام پرشینگ بندیکت در ۳ می ۱۹۵۲ با همراهی دانشمند آلبرت پی کری، هواپیما را در قطب فرود آوردند.
در ۲ می ۲۰۰۷، تخت‌گاز بی‌بی‌سی با یک تویوتا هایلوکس اصلاح شده به موقعیت قطب شمال مغناطیسی در سال ۱۹۹۶ رسید(۷۸°۳۵٫۷′ شمالی ۱۰۴°۱۱٫۹′ غربی / ۷۸٫۵۹۵۰°شمالی ۱۰۴٫۱۹۸۳°غربی).
در ۲ آگوست ۲۰۰۷، در خلال آرکتیکا ۲۰۰۷، شناورهای خدمه روسی اولین کسانی بودند که در بستر دریا در زیر قطب فرود آمدند.
در ۲۶ آوریل ۲۰۰۹، واسیلی الاگین، آفاناسی ماکونوف، ولادیمیر اوبیخود، سرگئی لارین، الکسی اوشاکوف، الکسی شکرابکین و نیکولای نیکولشین پس از ۳۸ روز و بیش از ۲٬۰۰۰ کیلومتر (۱٬۲۰۰ مایل) (از جزیره سردنی، سورنایا زملیا شروع می‌شد) دو اتومبیل ساخت روسیه "یملیا ۱" و "یملیا ۲" را به سمت قطب شمال راند.